# Fstab

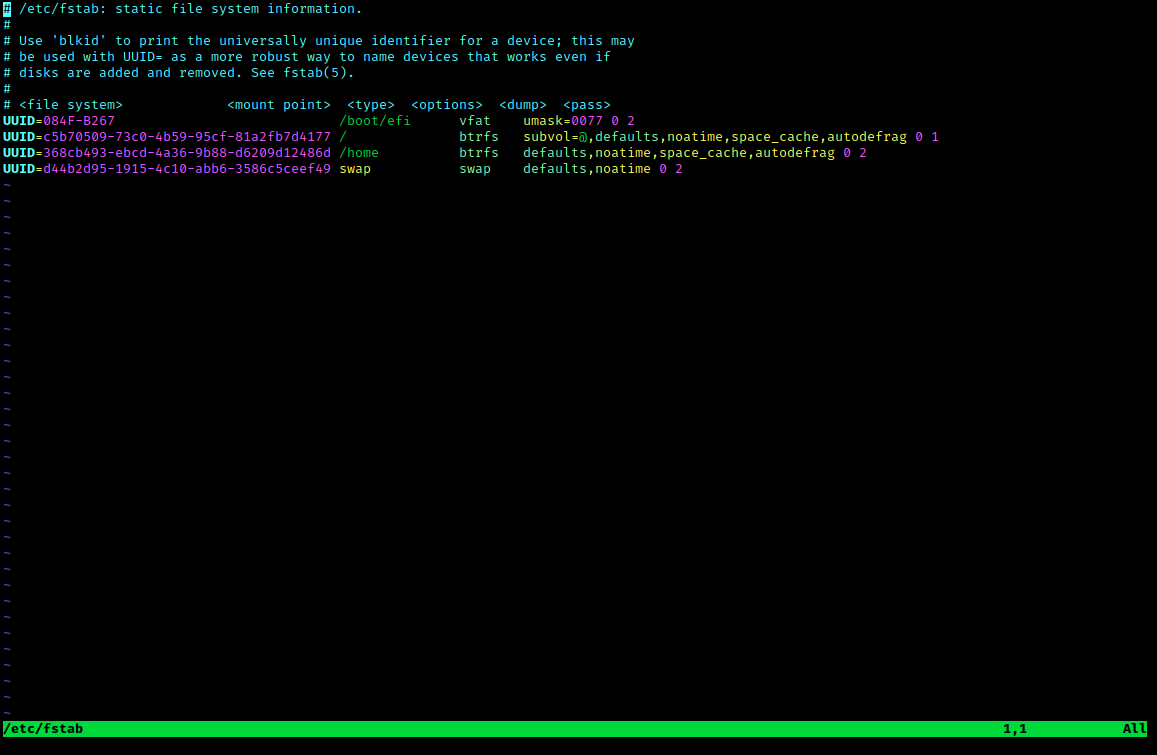
Fstab

fstab (file systems table) är en fil som vanligen finns på UNIX- liknande system. Filen listar alla tillgängliga diskar och partitioner och hur de ska tolkas av resten av systemet, med information om till exempel filsystemen och hur de ska monteras.

## Exempel
Nedan syns ett exempel på hur innehållet i fstab kan se ut.
```
# device name   mount point     fs-type     options                            dump-freq pass-num

LABEL
=
/
         
/
               
ext3
        
defaults
                                   
1
 
1

/dev/hda6
       
swap
            
swap
        
defaults
                                   
0
 
0

none
            
/dev/pts
        
devpts
      
gid
=
5
,mode
=
620
                             
0
 
0

none
            
/proc
           
proc
        
defaults
                                   
0
 
0

none
            
/dev/shm
        
tmpfs
       
defaults
                                   
0
 
0

# Removable media

/dev/cdrom
      
/mount/cdrom
    
udf,iso9660
 
noauto,owner,kudzu,ro
                      
0
 
0

/dev/fd0
        
/mount/floppy
   
auto
        
noauto,owner,kudzu
                         
0
 
0

# NTFS Windows XP partition

/dev/hda1
       
/mnt/WinXP
      
ntfs-3g
     
quiet,defaults,locale
=
en_US.utf8,umask
=
0
   
0
 
0

# Partition shared by Windows and Linux

/dev/hda7
       
/mnt/shared
     
vfat
        
umask
=
000
                                  
0
 
0

```

### fstab olika fält
fstab-filen är uppbyggd av sex olika fält 
| Enhet                                       | Monteringspunkt                         | Filsystem                         | alternativ                                                                          | Dump | Pass |
| ------------------------------------------- | --------------------------------------- | --------------------------------- | ----------------------------------------------------------------------------------- | --- | --- |
| sökvägen eller UUID på enheten som monteras | Katalogen i vilken enheten ska monteras | Vilket filsystem enheten använder | Alternativ som ska användas av mount när filsystemet monteras se manualen för mount | Anger om dump ska göra backup av filsystemet samt hur ofta. Ytterst sällan som dump används idag därför man oftast 0 för att inaktivera. | Anger i vilken ordning fsck kontrollerar enheterna efter fel vid uppstart. root enheten ska vara 1, andra enheter bör vara 2 eller 0 för att inaktivera fel-kontrollen. |